# Hillestad, Vestfold
Hillestad este o localitate din comuna Holmestrand, provincia Vestfold, Norvegia, cu o suprafață de  km² și o populație de 750 locuitori (2013).